# コットン・マザー
コットン・マザー（Cotton Mather、1663年2月12日 – 1728年2月13日）は、ニューイングランドの社会的、政治的に影響力のあるピューリタンの教役者。著名な作家でもある。また雑種形成実験と予防接種の分野で科学的功績を残し、セイラム魔女裁判に関わったことでも知られている。

## 人物
父方の祖父は『賛美歌集』を翻訳したリチャード・マザー、母方の祖父は神学者のジョン・コットン、そして父はハーバード大学の学長であったインクリース・マザーという名門家庭に生まれる。12歳でラテン語をマスターし、ギリシャ語の聖書を読み、ヘブライ語の堪能だった彼は同年ハーバード大学に入学。1678年、15歳でハーバード大学を卒業し、25歳で名誉あるボストン第二教会の牧師となった。

## 作家として
初期アメリカ文学において重要な位置を占める代表的な作家のひとりであり、膨大な著作を残している。とくに代表作『アメリカにおけるキリストの大いなる御業』は、アメリカにおけるピューリタンの記録と評価を知る上で重要な書であり、ジョン・ウィンスロップやウィリアム・ブラッドフォード（ウィリアム・ブラッドフォードの曾祖父）といったピューリタンの仕事を伝えている。また『善行論』はベンジャミン・フランクリンの愛読書としても知られる。

## セイラム魔女裁判
神と悪魔と魔女の存在を固く信じていた彼は、セイラム魔女裁判におけるジョージ・バロウズの裁判を正当なものと認め、彼の処刑で混乱する群衆を静まらせ、有罪判決が正当なものであると主張した。一方、霊的証拠の採用には消極的で、より具体的な証拠が必要だと考えてもいた。